# Try To Shut Me Up Tour
Try To Shut Me Up Tour je debitantska turneja kanadske kantautorice Avril Lavigne kreirana u svrhu promocije albuma Let Go, a turneja će posjetiti Sjevernu Ameriku, Europu, Aziju te Australiju. Rasprodan koncert u New Yorku je bio sniman za DVD, My World koji je izašao 23. studenog, 2003. na američkom tržištu.

## Pozadina
U siječnju 2003. Lavigne je najavila svoju prvu turneju, rekla je:

## Predgrupe na koncertu
- Our Lady Peace
- Gob
- Swollen Members
- Simple Plan

## Popis pjesama
1. "Sk8er Boi"
2. "Nobody's Fool"
3. "Mobile"
4. "Anything But Ordinary"
5. "Losing Grip"
6. "Naked"
7. "Too Much to Ask"
8. "I Don't Give"
9. "Basket Case"
10. "My World"
11. "I'm With You"
12. "Complicated"
13. "Unwanted"
14. "Tomorrow"
15. "Knockin' on Heaven's Door"
16. "Things I'll Never Say"

## Datumi koncerata
| Azija               |              |                        |                                                                 |
| 23. siječnja, 2003. | Singapur     | Singapur               | Suntec Singapore International Convention and Exhibition Centre |
| 27. siječnja, 2003. | Seul         | Južna Koreja           | Millennium Hall                                                 |
| Europa              |              |                        |                                                                 |
| 3. ožujka, 2003,    | Kopenhagen   | Danska                 | KB Hallen                                                       |
| 4. ožujka, 2003.    | Oslo         | Norveška               | Rockefeller Music Hall                                          |
| 6. ožujka, 2003.    | Stockholm    | Švedska                | Annexet                                                         |
| 8. ožujka, 2003.    | Bruxelles    | Belgija                | Ancienne Belgique                                               |
| 9. ožujka, 2003.    | Berlin       | Njemačka               | Columbiahalle                                                   |
| 10. ožujka, 2003.   | Köln         | Njemačka               | Palladium                                                       |
| 12. ožujka, 2003.   | München      | Njemačka               | Zénith                                                          |
| 13. ožujka, 2003.   | Milan        | Italija                | L'Alcatraz                                                      |
| 14. ožujka, 2003.   | Zürich       | Švicarska              | Volkshaus                                                       |
| 16. ožujka, 2003.   | Hamburg      | Njemačka               | Congress Centrum 3                                              |
| 17. ožujka, 2003.   | Amsterdam    | Nizozemska             | Heineken Music Hall                                             |
| 18. ožujka, 2003.   | Paris        | Francuska              | Le Zénith                                                       |
| 20. ožujka, 2003.   | Birmingham   | Ujedinjeno Kraljevstvo | Carling Academy Birmingham                                      |
| 21. ožujka, 2003.   | Manchester   | Ujedinjeno Kraljevstvo | Manchester Apollo                                               |
| 22. ožujka, 2003.   | Glasgow      | Ujedinjeno Kraljevstvo | Barrowlands                                                     |
| 24. ožujka, 2003.   | Dublin       | Irska                  | Olympia Theatre                                                 |
| 25. ožujka, 2003.   | London       | Ujedinjeno Kraljevstvo | Brixton Academy                                                 |
| 26. ožujka, 2003.   | London       | Ujedinjeno Kraljevstvo | Brixton Academy                                                 |
| 27. ožujka, 2003.   | London       | Ujedinjeno Kraljevstvo | Brixton Academy                                                 |
| Sjeverna Amerika    |              |                        |                                                                 |
| 9. travnja, 2003.   | Toronto      | Kanada                 | Air Canada Centre                                               |
| 10. travnja, 2003.  | Ottawa       | Kanada                 | Corel Centre                                                    |
| 11. travnja, 2003.  | Montreal     | Kanada                 | Molson Centre                                                   |
| 13. travnja, 2003.  | London       | Kanada                 | John Labatt Centre                                              |
| 15. travnja, 2003.  | Cleveland    | SAD                    | CSU Convocation Center                                          |
| 16. travnja, 2003.  | Pittsburgh   | SAD                    | Petersen Events Center                                          |
| 17. travnja, 2003.  | Indianapolis | SAD                    | Conseco Fieldhouse                                              |
| 19. travnja, 2003.  | Chicago      | SAD                    | UIC Pavilion                                                    |
| 20. travnja, 2003.  | St. Paul     | SAD                    | Xcel Energy Center                                              |
| 21. travnja, 2003.  | Winnipeg     | Kanada                 | Winnipeg Arena                                                  |
| 23. travnja, 2003.  | Calgary      | Kanada                 | Saddledome                                                      |
| 24. travnja, 2003.  | Edmonton     | Kanada                 | Skyreach Centre                                                 |
| 26. travnja, 2003.  | Vancouver    | Kanada                 | General Motors Place                                            |
| 27. travnja, 2003.  | Portland     | SAD                    | Memorial Coliseum                                               |
| 28. travnja, 2003.  | Tacoma       | SAD                    | Tacoma Dome                                                     |
| 30. travnja, 2003.  | San Jose     | SAD                    | HP Pavilion at San Jose                                         |
| 1. svibnja, 2003.   | Long Beach   | SAD                    | Long Beach Convention Center                                    |
| 2. svibnja, 2003.   | Phoenix      | SAD                    | Arizona Veterans Memorial Coliseum                              |
| 4. svibnja, 2003.   | Dallas       | SAD                    | Fair Park Coliseum                                              |
| 5. svibnja, 2003.   | San Antonio  | SAD                    | Freeman Coliseum                                                |
| 6. svibnja, 2003.   | Houston      | SAD                    | Reliant Arena                                                   |
| 8. svibnja, 2003.   | Duluth       | SAD                    | Gwinnett Center                                                 |
| 9. svibnja, 2003.   | St. Louis    | SAD                    | Savvis Center                                                   |
| 10. svibnja, 2003.  | Auburn Hills | SAD                    | Palace of Auburn Hills                                          |
| 13. svibnja, 2003.  | Fairfax      | SAD                    | Patriot Center                                                  |
| 13. svibnja, 2003.  | Uniondale    | SAD                    | Nassau Coliseum                                                 |
| 15. svibnja, 2003.  | Lowell       | SAD                    | Paul E. Tsongas Arena                                           |
| 17. svibnja, 2003.  | Philadelphia | SAD                    | First Union Spectrum                                            |
| 18. svibnja, 2003.  | Buffalo      | SAD                    | HSBC Arena                                                      |
| Azija               |              |                        |                                                                 |
| 27. svibnja, 2003.  | Osaka        | Japan                  | Zepp                                                            |
| 29. svibnja, 2003.  | Tokio        | Japan                  | Nippon Budokan                                                  |
| Australija          |              |                        |                                                                 |
| 1. lipnja, 2003.    | Melbourne    | Australija             | Rod Laver Arena                                                 |
| 2. lipnja, 2003.    | Sydney       | Australija             | Sydney Entertainment Centre                                     |
| 3. lipnja, 2003.    | Sydney       | Australija             | Sydney Entertainment Centre                                     |
| 4. lipnja, 2003.    | Brisbane     | Australija             | Brisbane Entertainment Centre                                   |